# Шпатценхаузен
Шпатценхаузен (нем. Spatzenhausen) — община в Германии, в земле Бавария. 
Подчиняется административному округу Верхняя Бавария. Входит в состав района Гармиш-Партенкирхен.  Население составляет 765 человек (на 31 декабря 2010 года). Занимает площадь 7,74 км².